# Edward De Cocq
Edward Maria Albert Michiel De Cocq (Mechelen, 26 juni 1852 - aldaar, 25 februari 1909) was een Belgisch advocaat en politicus voor de Katholieke Partij.

## Levensloop
De Cocq was een zoon van notaris Jean Michel De Cocq en van Victoire Bosselaer. De familie Bosselaer was met verschillende van haar leden actief in de Mechelse politiek. In tegenstelling tot de liberale Bosselaers was de familie De Cocq katholiek. De Cocq promoveerde tot doctor in de rechten aan de Katholieke Universiteit Leuven in 1873 en vestigde zich als advocaat in Mechelen.
Hij werd politiek actief omstreeks 1886. Dat jaar werd hij zowel lid van de Commissie voor Burgerlijke Godshuizen te Mechelen, als verkozen tot provincieraadslid in de provincie Antwerpen. Dit laatste mandaat oefende hij uit tot 26 juli 1896. Tevens was hij ondervoorzitter van de provincieraad van 6 november 1894 tot 26 juli 1896. Bij de  verkiezingen van 5 juli 1896 werd hij verkozen tot Volksvertegenwoordiger voor het arrondissement Mechelen. Hij oefende dit mandaat uit tot aan zijn dood.
Nadat de katholieke partij in 1896 de gemeenteverkiezingen in Mechelen had verloren, won De Cocq in 1899 de gemeenteraadsverkiezingen als roerganger van een vernieuwde katholieke kieslijst. Hij werd daarop aangesteld als burgemeester. Hij had een veel democratischer profiel dan zijn voorganger François Broers, wiens conservatieve houding in 1896 een van de oorzaken was van de katholieke verkiezingsnederlaag. 
Als burgemeester zetelde hij in verschillende Mechelse bestuursinstellingen, waaronder de Academie voor Beeldende Kunsten, de Muziekacademie, de Provinciale School voor Vroedvrouwen, de Mechelse Gevangenis en Middelbare Onderwijsinstellingen. Van 1886 tot 1896 maakte hij ook deel uit van de beheerraad van de Berg van Barmhartigheid en van 1894 tot 1899 van de beheerraad van de Muziekacademie. Hij heeft het graven van het afleidingskanaal van de rivier de Dijle en het dempen en/of overwelven van de vlietjes in het stadscentrum opgestart, een groots project dat door zijn opvolger voltooid werd. 
Zijn plotse overlijden veroorzaakte een interne machtsstrijd voor de burgemeesterssjerp, de Kamerzetel en het plaatselijk leiderschap binnen de Katholieke Partij tussen de conservatieve clan en de meer progressieve en Vlaamsgezinde strekking. De conservatieven wonnen het pleit: uit hun groep werd de op dat moment weinig bekende Karel Dessain tot nieuwe burgemeester benoemd en de nieuwe volksvertegenwoordiger werd de conservatieve bankier Jules Ortegat. Toch had de prille christelijke arbeidersbeweging zijn ambities getoond en voor het eerst kans gemaakt op belangrijke politieke mandaten.